# NGC 2328
NGC 2328 è una galassia lenticolare situata nella costellazione della Poppa, a una distanza di circa 64 milioni di anni luce dalla nostra Via Lattea.

## Scoperta
La galassia è stata scoperta il 1 gennaio 1835 dall'astronomo britannico John Herschel.